# Albero di fumo
Albero di fumo (titolo originale Tree of Smoke) è un romanzo di guerra del 2007 dello scrittore statunitense Denis Johnson. Il protagonista il colonnello Francis X. Sand, è un veterano dell'aviazione degli Stati Uniti, che opera in Viet Nam come direttore delle operazioni dello Psy Ops un gruppo formato dalla CIA nel Sud-est asiatico.

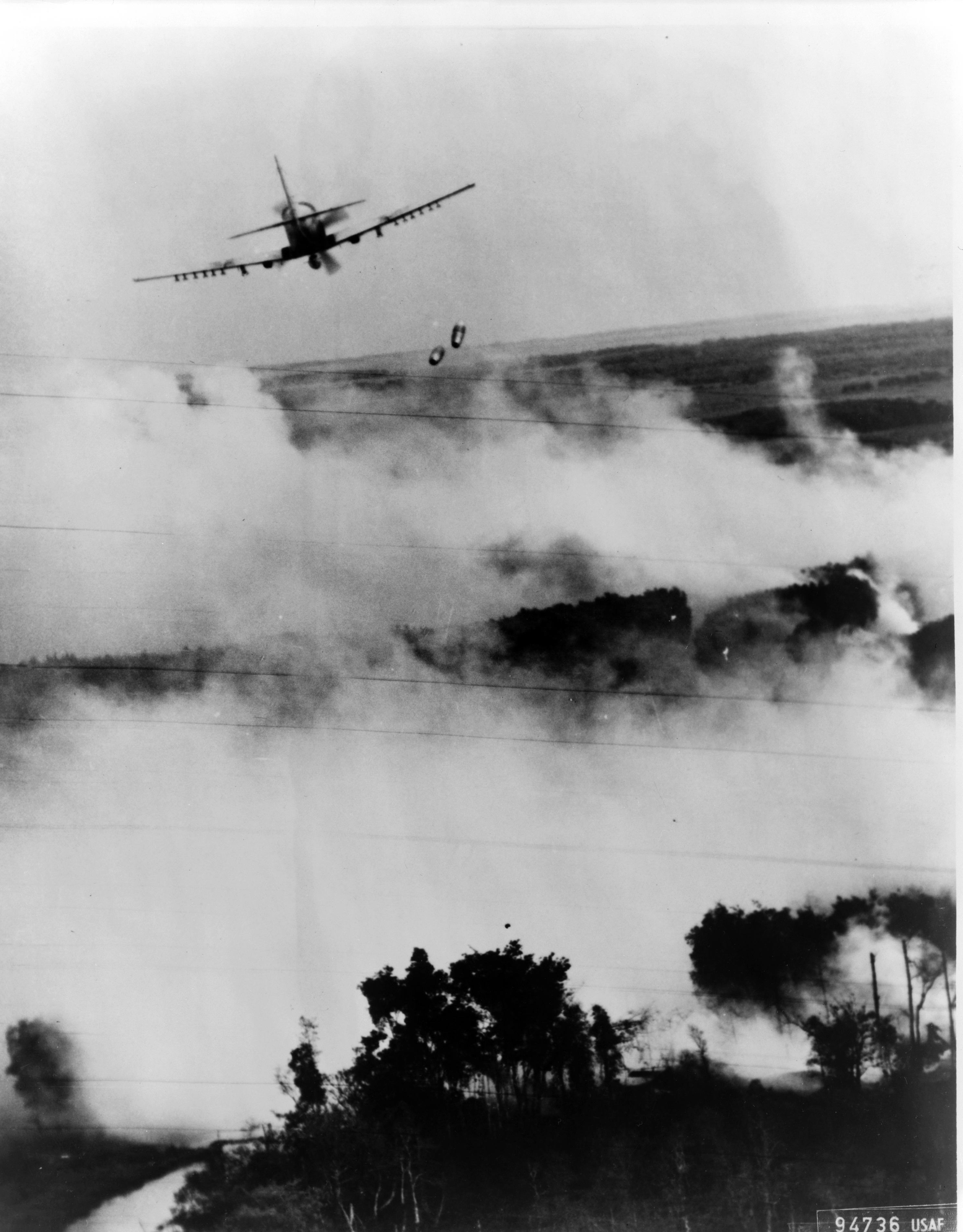
Due bombe al napalm lanciate da un aereo vietnamita A-1E Skyraider vicino a Can Tho, Vietnam del sud.

## Trama
La storia inizia nel 1963, e prosegue, di anno in anno, attraverso l'impegno degli Stati Uniti nel Sud-est asiatico, fino al 1970. Albero di fumo cerca di chiarire, se mai fosse possibile, il pantano della guerra del Vietnam. In Vietnam il nemico è ovunque e l'intera regione è un "mondo perduto", in cui nessuna redenzione è possibile, esclusa quella offerta dal mito.
Nella Bibbia, l'"Albero di fumo" è un portento, che segnala il giorno in cui "Il sole sarà mutato in tenebra, e la luna in sangue, prima che venga il grande e terribile giorno del Signore." Letteralmente, "Albero di fumo" è il nome in codice di un archivio, raccolto da F.X. Sands, un eroe della guerra mondiale e un colonnello in borghese, che dirige l'Unità di Operazioni Psicologiche della CIA. Skip, nipote del colonnello è stato impegnato per anni a creare i riferimenti incrociati che riesce a desumere dalla collazione delle migliaia di schede contenute nell'archivio.
Illusione e realtà, la finzione e la guerra vera, i miti che collegano i mondi sono alla base della visione apocalittica del colonnello Sands: "Siamo sul filo della lama della realtà stessa, proprio dove iniziano i sogni". In Vietnam, la guerra si combatte non solo con il sangue e la brutalità sul campo di battaglia, ma nel mito e nell'illusione, o come dice Jimmy: "Nel regno delle stronzate." Tutti gli dei e tutte le fedi, la patria e gli alti ideali, sono portati alla resa dei conti, e poco se ne salva.
Il colonnello Sands è convinto che, per penetrare i miti dei nemici, occorre "penetrare nella loro anima nazionale" Così recluta un doppio agente che invia informazioni credibili ma false ad Hanoi. Per fare questo utilizza un rinnegato, invisibile alla CIA stessa e al proprio governo. Ma il gioco del Colonnello è un gioco di specchi che diventa rapidamente incontrollabile: presto le finzioni, l'illusione stessa, diventano una realtà da incubo. Psy-ops gli si rivolta contro, e la devastazione diventa un massacro di "follia su follia" e "veli su veli." Ognuno ha una bugia da nascondere. Chi è l'amico e chi il nemico? L'Aswang è una creatura mitica che somiglia a un vampiro e "può trasformarsi in qualsiasi persona, assumere qualsiasi forma." Sparge il suo veleno tutto intorno, e nessuno è più sicuro di chi l'abbia creato né di chi lo stia controllando.